# 고려인삼학회
고려인삼학회는 인삼과학 및 그 관련학문의 연구개발과 그 기술진흥 도모를 목적으로 1975년 9월 26일 설립·허가된 대한민국 농림축산식품부 소관의 사단법인이다. 사무실은 서울특별시 서초구 서운로 19, 804호 (서초동, 서초월드오피스텔)에 있다.

## 주요 사업
- 국제인삼심포지움 개최 (4년 주기 개최)
- 춘·추계 정기 학술대회 개최
- 비정기 세미나 및 심포지움 개최
- 학회지 년 4회 발간
- 용역 연구사업 추진
- 기타 연구 보고서 발간

## 회원 자격
- 정회원 : 대학 및 대학원에서 본 학회의 목적에 관련된 과정이수자 또는 학회의 목적달성에 필요한 전문 학식, 기술 및 경험 보유자
- 특별회원 : 본 학회의 취지에 찬동하는 단체 또는 개인